# Copa Hopman 2019
La MasterCard Hopman Cup XXXI correspon a la 31a edició de la Copa Hopman de tennis entre països. Vuit països participen en el Grup Mundial amb equips mixtos, una dona i un home. Aquesta edició es va disputar entre el 29 de desembre de 2018 i el 5 de gener de 2019 al Perth Arena de Perth, Austràlia, sobre pista dura interior.
L'equip suís, format per Belinda Bencic i Roger Federer, va reeditar el títol aconseguit en l'edició anterior, esdevenint la primera parella que defensava amb èxit aquest títol. Aquesta victòria va significar el quart títol per Suïssa (1992, 2001 i 2018), i concretament el tercer per Federer que va esdevenir el tennista amb més títols.

## Equips
| CS                                                                                  | Equip        | Tennista femenina | WTA | Tennista masculí   | ATP | Rànquing |
| ----------------------------------------------------------------------------------- | ------------ | ----------------- | --- | ------------------ | --- | -------- |
| 1                                                                                   | Alemanya     | Angelique Kerber  | 2   | Alexander Zverev   | 5   | 7        |
| 2                                                                                   | Suïssa       | Belinda Bencic    | 37  | Roger Federer      | 3   | 40       |
| 3                                                                                   | Grècia       | Maria Sakkari     | 41  | Stéfanos Tsitsipàs | 16  | 57       |
| 4                                                                                   | Austràlia    | Ashleigh Barty    | 19  | Matthew Ebden      | 39  | 58       |
| 5                                                                                   | Estats Units | Serena Williams   | 15  | Frances Tiafoe     | 45  | 60       |
| 6                                                                                   | França       | Alizé Cornet      | 46  | Lucas Pouille      | 23  | 69       |
| 7                                                                                   | Espanya      | Garbiñe Muguruza  | 17  | David Ferrer       | 125 | 142      |
| 8                                                                                   | Regne Unit   | Katie Boulter     | 92  | Cameron Norrie     | 85  | 177      |
| Rànquings ATP i WTA a dia 22 d'octubre de 2018 (últim abans del sorteig del quadre) |              |                   |     |                    |     |          |

## Fase de grups

### Grup A

#### Classificació
| CS | País      | Alemanya | Austràlia | França | Espanya | V − D | Partits | Sets    | Jocs     | Pos. |
| 1  | Alemanya  |          | 2−1       | 2−1    | 3−0     | 3 − 0 | 7 − 2   | 14 − 8  | 108 − 88 | 1    |
| 4  | Austràlia | 1−2      |           | 2−1    | 2−1     | 2 − 1 | 5 − 4   | 10 − 10 | 91 − 88  | 2    |
| 6  | França    | 1−2      | 1−2       |        | 1−2     | 0 − 3 | 3 − 6   | 10 − 12 | 92 − 106 | 4    |
| 7  | Espanya   | 0−3      | 1−2       | 2−1    |         | 1 − 2 | 3 − 6   | 9 − 13  | 94 − 103 | 3    |

#### Austràlia vs. França
| · Austràlia · 2 | Perth Arena, Perth, Austràlia 29 de desembre de 2018 Dura interior | Perth Arena, Perth, Austràlia 29 de desembre de 2018 Dura interior | · França · 1 |      |     |  |
| \| \| \| \| 1 \| 2 \| 3 \| \| \| - \| ------------------ \| ----------------------------------------------------------- \| --- \| ---- \| --- \| \| \| 1 \| Austràlia · França \| Ashleigh Barty Alizé Cornet \| 7 5 \| 6 3 \| \| \| \| 2 \| Austràlia · França \| Matthew Ebden Lucas Pouille \| 3 6 \| 7 6⁵ \| 6 2 \| \| \| 3 \| Austràlia · França \| Ashleigh Barty / Matthew Ebden Alizé Cornet / Lucas Pouille \| 34 \| 2 4 \| \| \| |                                                                    |                                                                    |              |      |     |  |
| |                                                                    |                                                                    | 1            | 2    | 3   |  |
| 1 | Austràlia · França                                                 | Ashleigh Barty Alizé Cornet                                        | 7 5          | 6 3  |     |  |
| 2 | Austràlia · França                                                 | Matthew Ebden Lucas Pouille                                        | 3 6          | 7 6⁵ | 6 2 |  |
| 3 | Austràlia · França                                                 | Ashleigh Barty / Matthew Ebden Alizé Cornet / Lucas Pouille        | 34           | 2 4  |     |  |

#### Alemanya vs. Espanya
| · Alemanya · 3 | Perth Arena, Perth, Austràlia 30 de desembre de 2018 Dura interior | Perth Arena, Perth, Austràlia 30 de desembre de 2018 Dura interior  | · Espanya · 0 |     |      |  |
| \| \| \| \| 1 \| 2 \| 3 \| \| \| - \| ------------------ \| ------------------------------------------------------------------- \| --- \| --- \| ---- \| \| \| 1 \| Alemanya · Espanya \| Angelique Kerber Garbiñe Muguruza \| 6 2 \| 3 6 \| 6 3 \| \| \| 2 \| Alemanya · Espanya \| Alexander Zverev David Ferrer \| 6 4 \| 4 6 \| 7 60 \| \| \| 3 \| Alemanya · Espanya \| Angelique Kerber / Alexander Zverev Garbiñe Muguruza / David Ferrer \| 4 2 \| 4 3 \| \| \| |                                                                    |                                                                     |               |     |      |  |
| |                                                                    |                                                                     | 1             | 2   | 3    |  |
| 1 | Alemanya · Espanya                                                 | Angelique Kerber Garbiñe Muguruza                                   | 6 2           | 3 6 | 6 3  |  |
| 2 | Alemanya · Espanya                                                 | Alexander Zverev David Ferrer                                       | 6 4           | 4 6 | 7 60 |  |
| 3 | Alemanya · Espanya                                                 | Angelique Kerber / Alexander Zverev Garbiñe Muguruza / David Ferrer | 4 2           | 4 3 |      |  |

#### França vs. Alemanya
| · França · 1 | Perth Arena, Perth, Austràlia 2 de gener de 2019 Dura interior | Perth Arena, Perth, Austràlia 2 de gener de 2019 Dura interior   | · Alemanya · 2 |      |     |  |
| \| \| \| \| 1 \| 2 \| 3 \| \| \| - \| ----------------- \| ---------------------------------------------------------------- \| ---- \| ---- \| --- \| \| \| 1 \| França · Alemanya \| Alizé Cornet Angelique Kerber \| 7 5 \| 2 6 \| 4 6 \| \| \| 2 \| França · Alemanya \| Lucas Pouille Alexander Zverev \| 3 6 \| 7 68 \| 2 6 \| \| \| 3 \| França · Alemanya \| Alizé Cornet / Lucas Pouille Angelique Kerber / Alexander Zverev \| 4 34 \| 4 3 \| \| \| |                                                                |                                                                  |                |      |     |  |
| |                                                                |                                                                  | 1              | 2    | 3   |  |
| 1 | França · Alemanya                                              | Alizé Cornet Angelique Kerber                                    | 7 5            | 2 6  | 4 6 |  |
| 2 | França · Alemanya                                              | Lucas Pouille Alexander Zverev                                   | 3 6            | 7 68 | 2 6 |  |
| 3 | França · Alemanya                                              | Alizé Cornet / Lucas Pouille Angelique Kerber / Alexander Zverev | 4 34           | 4 3  |     |  |

#### Austràlia vs. Espanya
| · Austràlia · 2 | Perth Arena, Perth, Austràlia 2 de gener de 2019 Dura interior | Perth Arena, Perth, Austràlia 2 de gener de 2019 Dura interior | · Espanya · 1 |     |     |  |
| \| \| \| \| 1 \| 2 \| 3 \| \| \| - \| ------------------- \| -------------------------------------------------------------- \| ---- \| --- \| --- \| \| \| 1 \| Austràlia · Espanya \| Ashleigh Barty Garbiñe Muguruza \| 6 3 \| 6 4 \| \| \| \| 2 \| Austràlia · Espanya \| Matthew Ebden David Ferrer \| 6¹ 7 \| 5 7 \| \| \| \| 3 \| Austràlia · Espanya \| Ashleigh Barty / Matthew Ebden Garbiñe Muguruza / David Ferrer \| 3 4 \| 4 3 \| 4 3 \| \| |                                                                |                                                                |               |     |     |  |
| |                                                                |                                                                | 1             | 2   | 3   |  |
| 1 | Austràlia · Espanya                                            | Ashleigh Barty Garbiñe Muguruza                                | 6 3           | 6 4 |     |  |
| 2 | Austràlia · Espanya                                            | Matthew Ebden David Ferrer                                     | 6¹ 7          | 5 7 |     |  |
| 3 | Austràlia · Espanya                                            | Ashleigh Barty / Matthew Ebden Garbiñe Muguruza / David Ferrer | 3 4           | 4 3 | 4 3 |  |

#### Espanya vs. França
| · Espanya · 2 | Perth Arena, Perth, Austràlia 4 de gener de 2019 Dura interior | Perth Arena, Perth, Austràlia 4 de gener de 2019 Dura interior | · França · 1 |      |      |  |
| \| \| \| \| 1 \| 2 \| 3 \| \| \| - \| ---------------- \| ----------------------------------------------------------- \| --- \| ---- \| ---- \| \| \| 1 \| Espanya · França \| Garbiñe Muguruza Alizé Cornet \| 6 1 \| 6 3 \| \| \| \| 2 \| Espanya · França \| David Ferrer Lucas Pouille \| 6 4 \| 6⁵ 7 \| 7 6² \| \| \| 3 \| Espanya · França \| Whitney Osuigwe / David Ferrer Alizé Cornet / Lucas Pouille \| 2 4 \| 2 4 \| \| \| |                                                                |                                                                |              |      |      |  |
| |                                                                |                                                                | 1            | 2    | 3    |  |
| 1 | Espanya · França                                               | Garbiñe Muguruza Alizé Cornet                                  | 6 1          | 6 3  |      |  |
| 2 | Espanya · França                                               | David Ferrer Lucas Pouille                                     | 6 4          | 6⁵ 7 | 7 6² |  |
| 3 | Espanya · França                                               | Whitney Osuigwe / David Ferrer Alizé Cornet / Lucas Pouille    | 2 4          | 2 4  |      |  |

- Garbiñe Muguruza va ser substituïda per Whitney Osuigwe a causa d'una lesió.

#### Austràlia vs. Alemanya
| · Austràlia · 1 | Perth Arena, Perth, Austràlia 4 de gener de 2019 Dura interior | Perth Arena, Perth, Austràlia 4 de gener de 2019 Dura interior     | · Alemanya · 2 |      |   |  |
| \| \| \| \| 1 \| 2 \| 3 \| \| \| - \| -------------------- \| ------------------------------------------------------------------ \| --- \| ---- \| - \| \| \| 1 \| Austràlia · Alemanya \| Ashleigh Barty Angelique Kerber \| 4 6 \| 4 6 \| \| \| \| 2 \| Austràlia · Alemanya \| Matthew Ebden Alexander Zverev \| 4 6 \| 3 6 \| \| \| \| 3 \| Austràlia · Alemanya \| Ashleigh Barty / Matthew Ebden Angelique Kerber / Alexander Zverev \| 4 0 \| 4 3¹ \| \| \| |                                                                |                                                                    |                |      |   |  |
| |                                                                |                                                                    | 1              | 2    | 3 |  |
| 1 | Austràlia · Alemanya                                           | Ashleigh Barty Angelique Kerber                                    | 4 6            | 4 6  |   |  |
| 2 | Austràlia · Alemanya                                           | Matthew Ebden Alexander Zverev                                     | 4 6            | 3 6  |   |  |
| 3 | Austràlia · Alemanya                                           | Ashleigh Barty / Matthew Ebden Angelique Kerber / Alexander Zverev | 4 0            | 4 3¹ |   |  |

### Grup B

#### Classificació
| CS | País         | Suïssa | Grècia | Estats Units | Regne Unit | V − D | Partits | Sets    | Jocs     | Pos. |
| 1  | Suïssa       |        | 1−2    | 2−1          | 3−0        | 2 − 1 | 6 − 3   | 14 − 6  | 97 − 76  | 1    |
| 4  | Grècia       | 2−1    |        | 2−1          | 1−2        | 2 − 1 | 5 − 4   | 10 − 11 | 105 − 96 | 2    |
| 6  | Estats Units | 1−2    | 1−2    |              | 1−2        | 0 − 3 | 3 − 6   | 9 − 13  | 86 − 99  | 4    |
| 7  | Regne Unit   | 0−3    | 2−1    | 2−1          |            | 2 − 1 | 4 − 5   | 11 − 13 | 77 − 96  | 3    |

#### Regne Unit vs. Grècia
| · Regne Unit · 2 | Perth Arena, Perth, Austràlia 29 de desembre de 2018 Dura interior | Perth Arena, Perth, Austràlia 29 de desembre de 2018 Dura interior | · Grècia · 1 |      |      |  |
| \| \| \| \| 1 \| 2 \| 3 \| \| \| - \| ------------------- \| ----------------------------------------------------------------- \| ---- \| ---- \| ---- \| \| \| 1 \| Regne Unit · Grècia \| Cameron Norrie Stéfanos Tsitsipàs \| 7 68 \| 6 4 \| \| \| \| 2 \| Regne Unit · Grècia \| Katie Boulter Maria Sakkari \| 0 6 \| 6 4 \| 2 6 \| \| \| 3 \| Regne Unit · Grècia \| Katie Boulter / Cameron Norrie Maria Sakkari / Stéfanos Tsitsipàs \| 4 30 \| 3² 4 \| 4 34 \| \| |                                                                    |                                                                    |              |      |      |  |
| |                                                                    |                                                                    | 1            | 2    | 3    |  |
| 1 | Regne Unit · Grècia                                                | Cameron Norrie Stéfanos Tsitsipàs                                  | 7 68         | 6 4  |      |  |
| 2 | Regne Unit · Grècia                                                | Katie Boulter Maria Sakkari                                        | 0 6          | 6 4  | 2 6  |  |
| 3 | Regne Unit · Grècia                                                | Katie Boulter / Cameron Norrie Maria Sakkari / Stéfanos Tsitsipàs  | 4 30         | 3² 4 | 4 34 |  |

#### Regne Unit vs. Suïssa
| · Regne Unit · 0 | Perth Arena, Perth, Austràlia 30 de desembre de 2018 Dura interior | Perth Arena, Perth, Austràlia 30 de desembre de 2018 Dura interior | · Suïssa · 3 |      |   |  |
| \| \| \| \| 1 \| 2 \| 3 \| \| \| - \| ------------------- \| ------------------------------------------------------------- \| --- \| ---- \| - \| \| \| 1 \| Regne Unit · Suïssa \| Cameron Norrie Roger Federer \| 1 6 \| 1 6 \| \| \| \| 2 \| Regne Unit · Suïssa \| Katie Boulter Belinda Bencic \| 2 6 \| 60 7 \| \| \| \| 3 \| Regne Unit · Suïssa \| Katie Boulter / Cameron Norrie Belinda Bencic / Roger Federer \| 34 \| 1 4 \| \| \| |                                                                    |                                                                    |              |      |   |  |
| |                                                                    |                                                                    | 1            | 2    | 3 |  |
| 1 | Regne Unit · Suïssa                                                | Cameron Norrie Roger Federer                                       | 1 6          | 1 6  |   |  |
| 2 | Regne Unit · Suïssa                                                | Katie Boulter Belinda Bencic                                       | 2 6          | 60 7 |   |  |
| 3 | Regne Unit · Suïssa                                                | Katie Boulter / Cameron Norrie Belinda Bencic / Roger Federer      | 34           | 1 4  |   |  |

#### Estats Units vs. Grècia
| · Estats Units · 1 | Perth Arena, Perth, Austràlia 31 de desembre de 2018 Dura interior | Perth Arena, Perth, Austràlia 31 de desembre de 2018 Dura interior  | · Grècia · 2 |      |     |  |
| \| \| \| \| 1 \| 2 \| 3 \| \| \| - \| --------------------- \| ------------------------------------------------------------------- \| ---- \| ---- \| --- \| \| \| 1 \| Estats Units · Grècia \| Frances Tiafoe Stéfanos Tsitsipàs \| 3 6 \| 7 63 \| 3 6 \| \| \| 2 \| Estats Units · Grècia \| Serena Williams Maria Sakkari \| 7 63 \| 6 2 \| \| \| \| 3 \| Estats Units · Grècia \| Serena Williams / Frances Tiafoe Maria Sakkari / Stéfanos Tsitsipàs \| 4 1 \| 1 4 \| 2 4 \| \| |                                                                    |                                                                     |              |      |     |  |
| |                                                                    |                                                                     | 1            | 2    | 3   |  |
| 1 | Estats Units · Grècia                                              | Frances Tiafoe Stéfanos Tsitsipàs                                   | 3 6          | 7 63 | 3 6 |  |
| 2 | Estats Units · Grècia                                              | Serena Williams Maria Sakkari                                       | 7 63         | 6 2  |     |  |
| 3 | Estats Units · Grècia                                              | Serena Williams / Frances Tiafoe Maria Sakkari / Stéfanos Tsitsipàs | 4 1          | 1 4  | 2 4 |  |

#### Estats Units vs. Suïssa
| · Estats Units · 1 | Perth Arena, Perth, Austràlia 1 de gener de 2019 Dura interior | Perth Arena, Perth, Austràlia 1 de gener de 2019 Dura interior  | · Suïssa · 2 |     |     |  |
| \| \| \| \| 1 \| 2 \| 3 \| \| \| - \| --------------------- \| --------------------------------------------------------------- \| --- \| --- \| --- \| \| \| 1 \| Estats Units · Suïssa \| Frances Tiafoe Roger Federer \| 4 6 \| 1 6 \| \| \| \| 2 \| Estats Units · Suïssa \| Serena Williams Belinda Bencic \| 4 6 \| 6 4 \| 6 3 \| \| \| 3 \| Estats Units · Suïssa \| Serena Williams / Frances Tiafoe Belinda Bencic / Roger Federer \| 2 4 \| 3 4 \| \| \| |                                                                |                                                                 |              |     |     |  |
| |                                                                |                                                                 | 1            | 2   | 3   |  |
| 1 | Estats Units · Suïssa                                          | Frances Tiafoe Roger Federer                                    | 4 6          | 1 6 |     |  |
| 2 | Estats Units · Suïssa                                          | Serena Williams Belinda Bencic                                  | 4 6          | 6 4 | 6 3 |  |
| 3 | Estats Units · Suïssa                                          | Serena Williams / Frances Tiafoe Belinda Bencic / Roger Federer | 2 4          | 3 4 |     |  |

#### Regne Unit vs. Estats Units
| · Regne Unit · 2 | Perth Arena, Perth, Austràlia 3 de gener de 2019 Dura interior | Perth Arena, Perth, Austràlia 3 de gener de 2019 Dura interior  | · Estats Units · 1 |      |     |  |
| \| \| \| \| 1 \| 2 \| 3 \| \| \| - \| ------------------------- \| --------------------------------------------------------------- \| ---- \| ---- \| --- \| \| \| 1 \| Regne Unit · Estats Units \| Cameron Norrie Frances Tiafoe \| 7 64 \| 6 0 \| \| \| \| 2 \| Regne Unit · Estats Units \| Katie Boulter Serena Williams \| 1 6 \| 6² 7 \| \| \| \| 3 \| Regne Unit · Estats Units \| Katie Boulter / Cameron Norrie Serena Williams / Frances Tiafoe \| 3² 4 \| 4 34 \| 4 1 \| \| |                                                                |                                                                 |                    |      |     |  |
| |                                                                |                                                                 | 1                  | 2    | 3   |  |
| 1 | Regne Unit · Estats Units                                      | Cameron Norrie Frances Tiafoe                                   | 7 64               | 6 0  |     |  |
| 2 | Regne Unit · Estats Units                                      | Katie Boulter Serena Williams                                   | 1 6                | 6² 7 |     |  |
| 3 | Regne Unit · Estats Units                                      | Katie Boulter / Cameron Norrie Serena Williams / Frances Tiafoe | 3² 4               | 4 34 | 4 1 |  |

#### Grècia vs. Suïssa
| · Grècia · 2 | Perth Arena, Perth, Austràlia 3 de gener de 2019 Dura interior | Perth Arena, Perth, Austràlia 3 de gener de 2019 Dura interior    | · Suïssa · 1 |      |     |  |
| \| \| \| \| 1 \| 2 \| 3 \| \| \| - \| --------------- \| ----------------------------------------------------------------- \| ---- \| ---- \| --- \| \| \| 1 \| Grècia · Suïssa \| Stéfanos Tsitsipàs Roger Federer \| 6⁵ 7 \| 64 7 \| \| \| \| 2 \| Grècia · Suïssa \| Maria Sakkari Belinda Bencic \| 6 3 \| 6 4 \| \| \| \| 3 \| Grècia · Suïssa \| Maria Sakkari / Stéfanos Tsitsipàs Belinda Bencic / Roger Federer \| 4 34 \| 2 4 \| 4 3 \| \| |                                                                |                                                                   |              |      |     |  |
| |                                                                |                                                                   | 1            | 2    | 3   |  |
| 1 | Grècia · Suïssa                                                | Stéfanos Tsitsipàs Roger Federer                                  | 6⁵ 7         | 64 7 |     |  |
| 2 | Grècia · Suïssa                                                | Maria Sakkari Belinda Bencic                                      | 6 3          | 6 4  |     |  |
| 3 | Grècia · Suïssa                                                | Maria Sakkari / Stéfanos Tsitsipàs Belinda Bencic / Roger Federer | 4 34         | 2 4  | 4 3 |  |

## Final
| · Alemanya · 1 | Perth Arena, Perth, Austràlia 5 de gener de 2019 Dura interior | Perth Arena, Perth, Austràlia 5 de gener de 2019 Dura interior     | · Suïssa · 2 |      |    |  |
| \| \| \| \| 1 \| 2 \| 3 \| \| \| - \| ----------------- \| ------------------------------------------------------------------ \| --- \| ---- \| -- \| \| \| 1 \| Alemanya · Suïssa \| Alexander Zverev Roger Federer \| 4 6 \| 2 6 \| \| \| \| 2 \| Alemanya · Suïssa \| Angelique Kerber Belinda Bencic \| 6 4 \| 7 6⁶ \| \| \| \| 3 \| Alemanya · Suïssa \| Angelique Kerber / Alexander Zverev Belinda Bencic / Roger Federer \| 0 4 \| 4 1 \| 34 \| \| |                                                                |                                                                    |              |      |    |  |
| |                                                                |                                                                    | 1            | 2    | 3  |  |
| 1 | Alemanya · Suïssa                                              | Alexander Zverev Roger Federer                                     | 4 6          | 2 6  |    |  |
| 2 | Alemanya · Suïssa                                              | Angelique Kerber Belinda Bencic                                    | 6 4          | 7 6⁶ |    |  |
| 3 | Alemanya · Suïssa                                              | Angelique Kerber / Alexander Zverev Belinda Bencic / Roger Federer | 0 4          | 4 1  | 34 |  |